# Peter Lucas Erixon
Peter Lucas Erixon, Peter Lucas Olof Erixon, född 7 april 1962 i Strömsund, är en svensk författare.

## Biografi
Erixon, uppväxt i byn Raftälven, Föllinge socken, i norra Jämtland, gjorde sig redan tidigt i tonåren känd i litterära kretsar genom omfattande brevväxlingar med ett stort antal då redan etablerade författare. Han debuterade 1983 med en diktsamling, och har steg för steg utvecklat ett självständigt författarskap som vidrört moraliska, filosofiska och existentiella frågor. Inte minst i romanerna Röster och brus (2000) och Stoft och vind (2007), som båda utspelar sig på Manhattan, där Erixon under tjugo år återkommande tillbringat perioder, blir detta tydligt. Peter Lucas Erixon delar nu sin tid mellan Stockholm och ett par olika platser i Jämtland.